# Jardín Botánico Monte Annan
El Jardín Botánico Monte Annan, (inglés: Mount Annan Botanic Garden) es un Arboreto y jardín botánico de 416 hectáreas de extensión, especializado al 100 % en flora australiana, en un suburbio de Sídney, Nueva Gales del Sur, Australia. 
Es miembro del BGCI, y presenta trabajos para la Agenda Internacional para la Conservación en los Jardines Botánicos. 
El código de reconocimiento internacional del "Royal Botanic Gardens, Sídney" como miembro del "Botanic Gardens Conservation Internacional" (BGCI), así como las siglas de su herbario es NSW.

## Localización e información

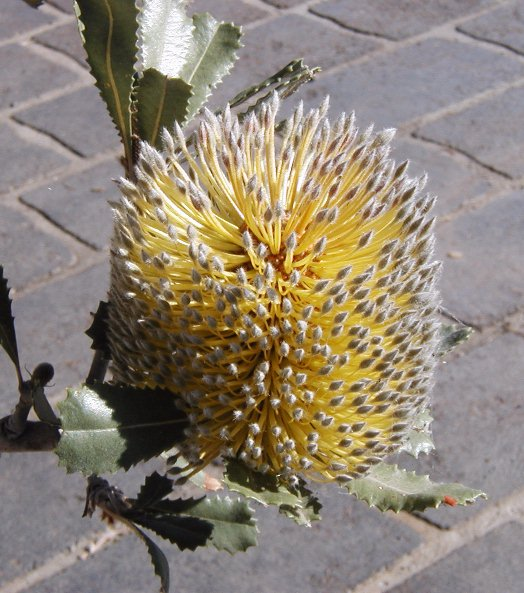
Inflorescencia de Banksia ornata, próxima a la entrada del Mount Annan Botanic Garden.

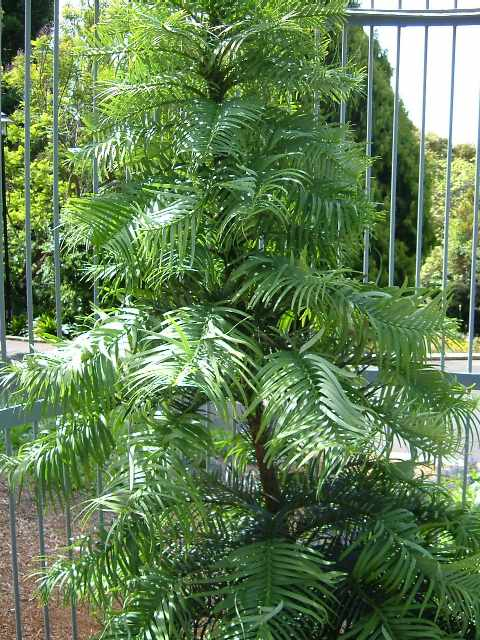
El pino Wollemi protegido por una jaula de acero.

El jardín botánico se ubica un área de colinas del suroeste de Sídney suburbio de "Mount Annan", entre Campbelltown y Camden.
Mount Annan Botanic Garden The Mount Annan Drive, Mount Annan New South Wales NSW 2567 Australia.
Planos y vistas satelitales.34°4′13.08″S 150°46′0.48″E / -34.0703000, 150.7668000
- Promedio Anual de Lluvias: 800 mm
- Altitud: 120.00 m s. n. m.

Este jardín botánico junto con el Mount Tomah Botanic Garden están administrados como asociados satelitales del Real Jardín Botánico de Sídney.

## Historia
El jardín se abrió en el público en 1988, especializándose en plantas nativas, con una colección sobre de 4000 especies. Es el jardín botánico más grande de Australia. Después del descubrimiento del pino de Wollemi el 10 de septiembre de 1994, el primero en ser cultivado lo fue allí en 1995. Antes de que llegaran a estar disponibles en el comercio estos árboles eran tan valiosos que fueron cultivados dentro de jaulas de acero para protegerlos contra ladrones. El jardín está administrado por el "Botanic Gardens Trust" (Real Jardín Botánico de Sídney), una división del "New South Wales Department of Environment and Climate Change".
Las 416 hectáreas del jardín consisten en "Bushland" (matorrales)australiano con exhibiciones de plantas cultivadas y fueron abiertas en 1988 por la duquesa de entonces de York, Sarah Ferguson. Ofrece jardines temáticos incluyendo "Idea de gran jardín" , "jardín de Zarzas" y "jardín de Banksia" así como el "Área arbolada de comida campestre"; que nos muestran los puntos culminantes del "Cumberland Plain Woodland" dentro del jardín botánico. Es también un santurario para más de 160 especies de pájaros así como de wallaroos, wallabies y canguros. Con el rápido crecimiento que se desarrolla en la región de Macarthur está llamado a convertirse en un pasillo de la fauna sobre todo para la fauna nativa local. 
El jardín es el jardín australiano del "Botanic Gardens Trust" e incluye no sólo áreas de comida campestre y unos 20 kilómetros de senderos, pero también un centro de investigación de la flora nativa y el NSW Seedbank.
El jardín botánico del Monte Annan cubre una extensa área y es accesible por dos caminos de circuito que atraviesan el sitio, no obstante los visitantes faltarán la belleza de la localización si no paran en todas partes y no caminan alrededor de las diversas localizaciones del jardín. Desde la cima de la "Sundial Hill" los visitantes tienen vistas espectaculares 360° del campo circundante incluyendo las vistas del horizonte de Sídney. 
El "banco de semillas" "NSW Seedbank" fue establecido en 1986 como parte integrante del jardín botánico del Monta Annan. Su papel inicial era proporcionar las semilla recogidas del medio salvaje para el desarrollo de este nuevo jardín, particularmente las colecciones principales del jardín de zarzas, eucaliptos y plantas de la familia del Proteaceae. El "NSW Seedbank" continúa apoyando el desarrollo en curso del jardín botánico del Monte Annan, pero el Seedbank también desempeña hoy un papel internacionalmente importante en la conservación y la investigación. 
Esta conservación e investigación ahora también incluye el pino de Wollemi en peligro, que fue descubierto en 1994 en el Wollemi National Park que es parte de una mayor área de las montañas azules, unos 200km al noroeste de Sídney. El descubrimiento del pino de Wollemi se considera como uno de los hallazgos botánicos principales en la historia reciente; estaba previamente considerado como extinto con solamente referencias fósiles. 
Como parte del plan de gestión de la conservación para el pino, el jardín botánico del Monte Annan es ahora sede de la única colección accesibles al público de pinos de la primera generación (reproducciones clónicas), en la "Wollemi Walk of Discovery" (Senda de descubrimiento del Wollemi). La senda fue abierta en marzo del 2006 y alberga a unos 60 ejemplares de estos pinos de Wollemi. Ahora hay otras 140 a plantar hacia fuera y el jardín está buscando actualmente a los patrocinadores de estos árboles. 
También está siendo desarrollado en el sitio el "Macarthur Centre for Sustainable Living" (Centro de Macarthur para la vida sostenible), que está casi finalizada su construcción y ha comenzado ya a educar la comunidad local en cultivar un huerto orgánico. El centro será la sede de a un gran jardín de la comunidad para esos que desean cultivar sus propias verduras y otras plantas, pero quién no tienen ningún espacio en su propia casa. El objetivo del centro es promover continuidad, equidad social, diversidad cultural y estabilidad económica. El sitio incluirá exhibiciones interactivas de la producción energética alternativa y uso, reciclado de aguas residuales, agua y rendimiento energético, el gasto inútil del agua y su gerencia. La facilidad demostrará cómo la sostenibilidad se puede alcanzar en el hogar, la comunidad y nivel regional.

## Colecciones botánicas
El jardín botánico alberga 4197 Accesiones de plantas vivas, con 2656 taxones de plantas cultivados: 
El 100 % de las colecciones es flora australiana. 
Con especies de plantas de los géneros Acacia, Callistemon, Eucalyptus, Grevillea, Proteaceae, flora de Gondwana
Mantiene un banco de semillas con capacidad de almacenamiento a medio y largo plazo, conteniendo 9,268 accesiones, representando a más de 5000 especies (2009 figuras).
Alberga colecciones de conservación de las especies Allocasuarina portuensis, Wollemia nobilis y Pherosphaera fitzgeraldii.

## Actividades
En este centro se despliegan una serie de actividades a lo largo de todo el año:
- Programas de conservación.
- Programa de mejora de plantas medicinales.
- Programas de conservación «ex situ».
- Biotecnología.
- Estudios de nutrientes de plantas.
- Ecología.
- Conservación de Ecosistemas.
- Programas educativos.
- Etnobotánica.
- Exploración.
- Horticultura.
- Restauración Ecológica.
- Sistemática y Taxonomía.
- Sostenibilidad.
- Farmacología.
- Mejora en la agricultura.
- Index Seminum.
- Exhibiciones de plantas especiales.
- Sociedad de amigos del botánico.
- Cursos para el público en general.